# Иоанн (Вендланд)
Митрополи́т Иоа́нн (в миру Константи́н Никола́евич Ве́ндланд; 14 января 1909, Санкт-Петербург — 25 марта 1989, Ярославль) — епископ Русской Церкви; церковный историк, учёный-геолог.

## Семья
Родился в дворянской семье.
- Отец — Николай Антонович Вендланд (1870—1919), юрисконсульт Морского министерства, один из пионеров цветной фотографии в России.
- Мать — Нина Петровна (урожденная Кашнева), прекрасно рисовала, играла на фортепьяно.
- Сёстры — Елизавета (монахиня Евфросиния), врач; Евгения, агроном.

- Прадед — Карл Андреевич Шильдер.
- Дед — Николай Карлович Шильдер.
- Дед — Вендланд, Антон Адольфович.

## Учёный-геолог
Окончил геологический факультет Ленинградского горного института в 1930 году. Учился у известных геологов профессоров В. А. Николаева и В. Н. Лодочникова. Работал на Урале — на Ключевском хромитовом руднике, был научным сотрудником Центрального научно-исследовательского геолого-разведочного института.
В 1933 году профессор В. А. Николаев предложил ему занять должность ассистента кафедры петрографии в Среднеазиатском индустриальном институте. Принял предложение и переехал в Ташкент, где затем также читал лекции в Среднеазиатском государственном университете (САГУ). Вместе с ним в Ташкент переехали мама и сёстры.

Ташкент, 1935 год. Константин Николаевич Вендланд ведет занятия по петрографии со студентами Ташкентского Индустриального института

Одновременно работал в Узбекском геологическом управлении, занимался геологической съемкой Алмалыкского рудного региона, поисковыми работами. В 1937 году участвовал в работе XVII Международного геологического конгресса. Во время Великой Отечественной войны занимался поисками месторождений редких металлов (вольфрама и молибдена) для военной промышленности, награждён медалью «За доблестный труд в Великой Отечественной войне».
В 1942 году защитил диссертацию на соискание ученой степени кандидата геолого-минералогических наук. Тема: «Петрология вулканогенных толщ Приташкентского региона». За сравнительно короткий период создал в Ташкенте свою школу геологов-петрографов. Автор значимых научных обобщений о строении и происхождении массивов изверженных пород Западного Тянь-Шаня, которые нашли отражение в коллективных монографиях. Предвидел неизбежность возникновения нового раздела геологических наук — геосомалогии (учения о геологических телах). Его идеи нашли своё развитие в получившем развитие в последующие десятилетия учении о геологических формациях и стратиграфической геофизике. Его товарищ по Горному институту академик Владимир Степанович Соболев говорил про него: «Ушел в попы, пропал для науки, академиком мог бы стать».
В 1984 году, уже в сане митрополита, участвовал в работе XXVIII Международного геологического конгресса.

## Катакомбная церковь
С конца 1920-х годов участвовал в деятельности православной общины в Ленинграде (в киновии Александро-Невской лавры), окормлявшейся архимандритом Гурием (Егоровым), позднее ставшим митрополитом. Был внештатным псаломщиком, посвящён во чтеца. Среди участников общины были будущий митрополит Леонид (Поляков), будущий архиепископ Михей (Хархаров) и др.
В 1933 году архимандрит Гурий также переехал в Среднюю Азию, где деятельность общины (в уменьшенном масштабе) продолжилась тайно от властей. Члены общины участвовали в тайных богослужениях.
2 сентября 1934 года архимандритом Гурием (Егоровым) тайно пострижен в монашество. Спустя два года, 14 сентября 1936 года епископом Старорусским Иннокентием (Тихоновым) также тайно рукоположён во иеродиакона, а на следующий день им же рукоположён во иеромонаха.

## Церковная деятельность
В 1945 году стал открыто служить в храме — как сверхштатный священник Успенского кафедрального собора в Ташкенте. С 1946 года был секретарём архиепископа Ташкентского Гурия, с 1950 — архимандрит. С 1953 года был настоятелем Духосошественского собора в городе Саратове.
В 1956 году закончил по заочному сектору Ленинградскую (ныне Санкт-Петербургскую) духовную академию со степенью кандидата богословия.
В течение 1957/1958 учебного года был ректором Киевской духовной семинарии. В 1958 году назначен представителем Русской Православной Церкви при Патриархе Антиохийском. В дальнейшем в течение десяти лет занимался церковно-дипломатической деятельностью.

### Архиерейство
28 декабря 1958 года хиротонисан во епископа Подольского, викария Московской епархии. Чин хиротонии совершали: Святейший патриарх Алексий I, митрополит Крутицкий и Коломенский Николай (Ярушевич), архиепископы: Можайский Макарий (Даев), Днепропетровский и Запорожский Гурий (Егоров), епископы: Лужский Алексий (Коноплёв) и Дмитровский Пимен (Извеков).
30 июня 1960 года назначен епископом Среднеевропейским, Экзархом Московской Патриархии в Средней Европе.
22 августа 1961 года возведён в сан архиепископа.
16 июня 1962 года назначен архиепископом Алеутским и Североамериканским, Экзархом Северной и Южной Америки.
С 22 февраля 1963 года — архиепископ Нью-Йоркский и Алеутский; 3 августа 1963 года возведён в сан митрополита.

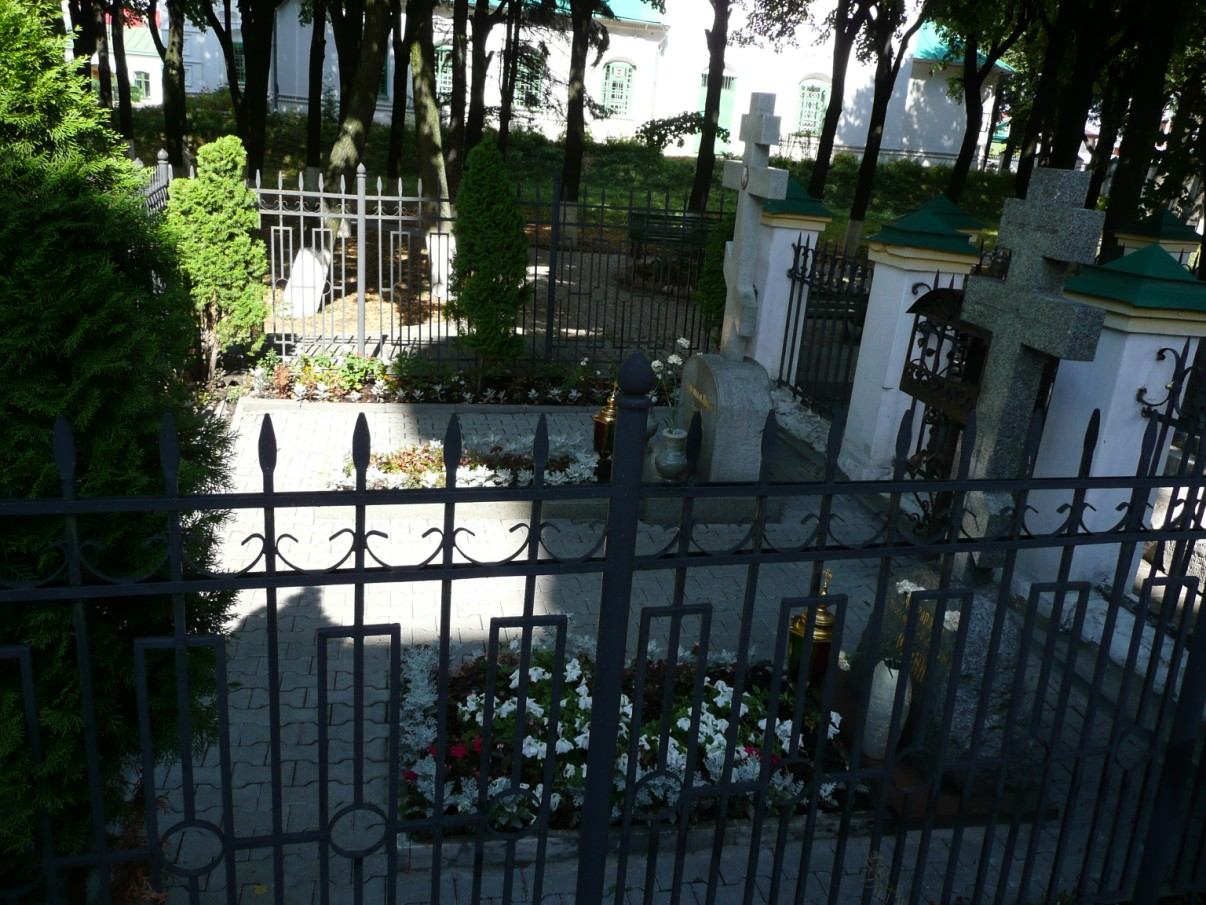
Могилы владык Иоанна и Михея

7 октября 1967 года назначен митрополитом Ярославским и Ростовским. В ноябре 1970 года временно управлял Владимирской епархией. Тайно посвящал в сан священников, кандидатуры которых по разным причинам не могли быть одобрены государством; так, в 1972 году рукоположил в священники ученого-геолога Глеба Каледу.
26 декабря 1984 года был уволен на покой; жил в Ярославле.
Талантливый проповедник, сборник его проповедей опубликован в Ярославле в 1995 году.

## Награды
Его церковная деятельность была отмечена патриаршими наградами: орденом Св. князя Владимира II-й ст., Преп. Сергия Радонежского I и II ст., правом ношения двух панагий. Патриарх Антиохийский Феодосий наградил его орденом Св. апостолов Петра и Павла. Патриарх Александрийский Христофор — орденом Св. апостола Марка. Митрополит Пражский Дорофей — орденом Св. равноапостольных Кирилла и Мефодия.
Также он имел две медали Советского фонда мира, серебряной и бронзовой.

## Церковный историк
Автор работ по церковной истории и богословию, в том числе:
- Святые древнего Крыма. Ярославль, 1998.
- Князь Фёдор (Чёрный); Митрополит Гурий (Егоров): исторические очерки. Ярославль, 1999.
- Митрополит Иннокентий — миссионер Русской Америки
- Библия и эволюция.
- Время и его проблемы в Библии (Размышления православного архиерея).

Перевёл с английского языка монографию о митрополите Иннокентии (Вениаминове) . Знал английский, немецкий, французский языки.

## Интересные факты
Находился в переписке со знаменитым врачом, а также протестантским богословом, занимавшимся поиском исторического Иисуса, лауреатом Нобелевской премии Альбертом Швейцером. Увлекался живописью, его акварели хранятся сейчас в Ярославском художественном музее. Собрал большую коллекцию минералов.
Протоиерей Михаил Ардов о митрополите Иоанне (Вендланде)

Помнится, по какому-то делу я зашел в облисполком к тогдашнему уполномоченному А. Ф. З. Это было года через два после моей хиротонии, когда он перестал относиться ко мне с подозрением. 

— Ну, как вам наш Митрополит? — спросил меня уполномоченный. 

Я стал искренне хвалить Владыку Иоанна. 

А он мне сказал: 

— Это всё так… Только уж слишком он добрый. Никого не хочет наказывать.
Много позже, когда Митрополит был уже на покое, я пересказал ему этот разговор. Владыка улыбнулся, а потом заговорил вполне серьёзно: 

— Это мой принцип. За все годы своего епископства я «трости надломленной не преломил, и льна курящегося не угасил» (Мф. 12, 20). Один только раз я хотел снять сан со священника, он ударил женщину… И то я в последний момент раздумал. Он написал мне в письме: «Владыка, вы лишаете меня профессии. Я ведь окончил семинарию, я ничего больше не умею делать…» И я его простил…
— Михаил Ардов «Мелочи архи…, прото…, и просто иерейской жизни»

## Публикации
- Поездка архиепископа Гурия в Самарканд // Журнал Московской Патриархии. 1952. — №. 11. — С. 68-71.
- «Воскресения день, просветимся людие» // Журнал Московской Патриархии. 1955. — №. 4. — С. 44-48
- Речь при наречении во епископа Подольского // Журнал Московской Патриархии. 1959, № 2. — С. 32.
- Патриарх Феодосий VI в нашем храме в Дамаске // Журнал Московской Патриархии. 1959. — №. 6. — С. 32
- Возрожденная святыня Антиохийской Церкви // Журнал Московской Патриархии. 1959. — №. 8. — С. 76-77.
- Звезда святого Владимира — на груди Митрополита Бейрутского Илии Салиби // Журнал Московской Патриархии. 1960. — №. 1. — С. 75
- Высокое служение [к 15-летию патриаршего служения Патриарха Алексия (Симанского)] // Журнал Московской Патриархии. 1960. — №. 11. — С. 52-62
- Христианский взгляд на разоружение // Журнал Московской Патриархии. 1961. — №. 5. — С. 48-52
- Христианское единство, свидетельство и служение в сознании и жизни Русской Православной Церкви (нем. яз.) // Stimme der Orthodoxie, 1961. — № 6. — С. 27-44.
- Пасхальное послание // Stimme der Orthodoxie, 1961. — № 5. — С. 13.
- Проповедь в праздник Преображения Господня // Stimme der Orthodoxie, 1961. — № 9/10. — С. 52-53.
- Слово в навечерие Прощенного Воскресенья (11 марта 1962 г. нем. яз.) // Stimme der Orthodoxie, 1962. — № 18-19. — С. ?
- Пробуждение Церкви к новому служению (доклад нем. яз.) // Stimme der Orthodoxie. — 1962. — № 11/12. — С. 76-83.
- «Поминовение усопших» // Stimme der Orthodoxie. 1963. — № 1.
- Евсевий Кесарийский и его «Церковная история» // Журнал Московской Патриархии. 1965. — №. 11. — С. 61-67
- Памяти друга и учителя [о митрополите Симферопольском и Крымском Гурии (Егорове)] // Журнал Московской Патриархии. 1965. — №. 9. — С. 20-21
- Слово, сказанное в Великий пяток в 1965 году в Св.-Николаевском патриаршем соборе в г. Нью-Йорке // Журнал Московской Патриархии. 1966. — №. 4. — С. 25-27.
- Слово в Неделю Антипасхи // Журнал Московской Патриархии. 1966. — №. 5. — С. 30-31
- Predigt an der heiligen Plaschtschaniza // Stimme der Orthodoxie, 1966. — № 5. — C. 33-35.
- Визит в Республику Аргентину // Журнал Московской Патриархии. 1967. — №. 1. — С. 32-36.
- Благовестие о мире у святого пророка Исаии // Журнал Московской Патриархии. 1968. — №. 10. — С. 27-32
- Выступление на первом заседании 4-й рабочей группы [Конференции представителей всех религий в СССР за сотрудничество и мир между народами] 2 июля 1969 года // Журнал Московской Патриархии. 1969. — №. 9. — С. 51-52.
- Во имя справедливого мира и лучшей жизни // Журнал Московской Патриархии. 1970. — №. 4. — С. 41-45.
- Моление за нашу Русскую землю (нем. яз.) // Stimme der Orthodoxie, 1971, № 1. — С. 21-23.
- Толкование на Псалом 93 (нем. яз.) // Stimme der Orthodoxie, 1971, № 9. — С. 28-30.
- Братские встречи с делегацией Православной Церкви в Чехословакии // Журнал Московской Патриархии. 1973. — №. 12. — C. 10-13
- Князь Федор Черный // Богословские труды. М., 1973. — №. 11. — С. 55-77.
- Пасха Христова // Журнал Московской Патриархии. 1974. — №. 7. — С. 19.
- Пасхальная проповедь // Журнал Московской Патриархии. 1976. — №. 4. — С. 44.
- О молитве священников // Журнал Московской Патриархии. 1977. — №. 1. — С. 67-70.
- В Пасхальные дни // Журнал Московской Патриархии. 1978. — №. 5. — С. 32.
- В день Рождества Христова // Журнал Московской Патриархии. 1979. — №. 1. — С. 32.
- На начало Великого поста // Журнал Московской Патриархии. 1980. — №. 2. — С. 33-34
- «Господь воцарися, в лепоту облечеся» // Журнал Московской Патриархии. 1982. — №. 8. — С. 30-31
- «Живем или умираем — всегда Господни» // Журнал Московской Патриархии. 1983. — №. 3. — С. 35-37.
- Слово на Рождество Христово // Журнал Московской Патриархии. 1985. — №. 1. — С. 37.
- На Воздвижение Креста Господня // Журнал Московской Патриархии. 1985. — №. 9. — С. 29
- В день памяти святителя Иоанна Златоуста // Журнал Московской Патриархии. 1986. — №. 11. — С. 38-40.
- Святые древнего Крыма // Журнал Московской Патриархии. 1988. — №. 4. — С. 65-68.
- Святые древнего Крыма // Журнал Московской Патриархии. 1988. — №. 5. — С. 64-68.
- Святые древнего Крыма // Журнал Московской Патриархии. 1988. — №. 9. — С. 77-80.
- Слово на Успение Пресвятой Богородицы // Журнал Московской Патриархии. 1989. — №. 8. — С. 43
- Два Богоявления // Журнал Московской Патриархии. 1989. — №. 12. — С. 35
- Библия о мироздании // Журнал Московской Патриархии. 1990. — №. 7. — С. 74-75.
- Библия о мироздании // Журнал Московской Патриархии. 1990. — №. 6. — С. 74.
- Библия о мироздании // Журнал Московской Патриархии. 1990. — №. 8. — С. 73-74.
- Небесная награда // Журнал Московской Патриархии. 1993. — №. 6. — С. 55.
- Об авторе [Смоличе И. К.] // Богословские труды. М., 1993. — №. 31. — С. 97.
- Слово: кн. «Поместный Собор РПЦ». — С. 201.
- Святые древнего Крыма. — Ярославль: Отчий дом, 1998. — 135 с.: портр., ил.